# تیزک (سرزمین آلتای)
تیزک (به لاتین: Tizek) یک منطقهٔ مسکونی در روسیه است که در سرزمین آلتای واقع شده‌است.